# Laguna del Marquesado
Laguna del Marquesado es un municipio y localidad española de la provincia de Cuenca, en la comunidad autónoma de Castilla-La Mancha. El término municipal tiene una población de 59 habitantes (INE 2024).

## Toponimia
Su nombre deriva de su pertenencia al Marquesado de Moya, creado por los Reyes Católicos a finales del siglo XV, actualmente propiedad del duque de Alba.

## Ubicación
Laguna del Marquesado se sitúa a una altitud de unos 1318 m sobre el nivel del mar.

## Reserva natural

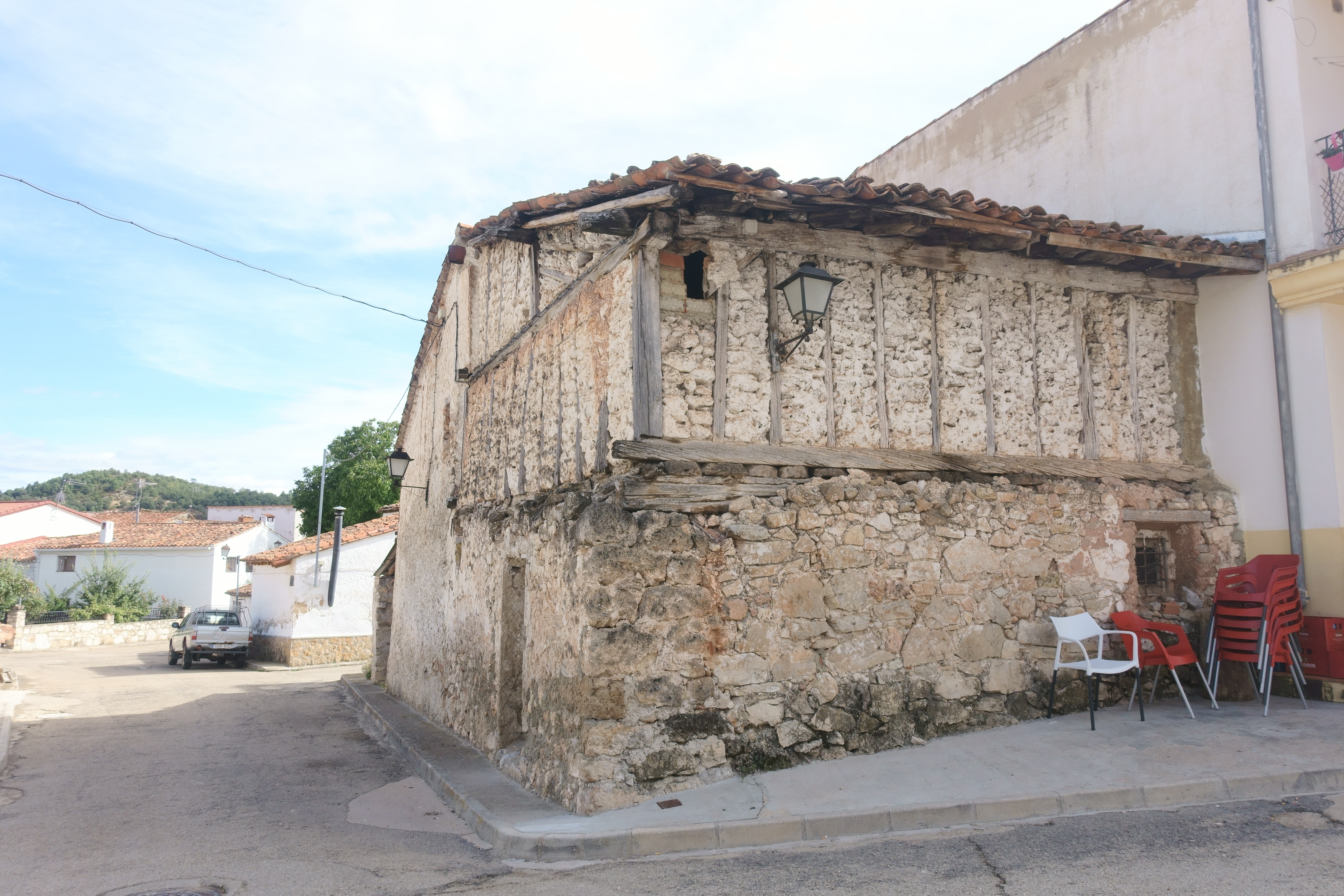
Ejemplo de arquitectura tradicional

La Reserva Natural de la Laguna del Marquesado, situada en el término municipal de la localidad de Laguna del Marquesado, está en un bello paraje, junto a la carretera de Cañete-Tragacete. Esta singular laguna está rodeada de cañizo y en ella habitan aves acuáticas.
La laguna del Marquesado es un humedal de origen cárstico de pequeña dimensión, formado por el embalsamiento del Arroyo del Soto como consecuencia de la formación de una barrera travertínica, de aguas dulces y permanentes.
La vegetación es abundante y diversa con especies típicas de regiones eurosiberiana relicticas, actualmente enclaves concretos donde todavía se mantienen las exigentes condiciones de humedad muy amenazadas por el cambio climático. De especial importancia es la presencia de una especie en peligro de extinción como el Sparganium natans.
La fauna es importante por la presencia de aves forestales como águila calzada, azor, gavilán o ratonero, algunas aves acuáticas como zampullín chico, ánade real, polla de agua o focha común. La presencia de trucha común constituye uno de los valores más importantes de la reserva. 

## Clima
Su clima es de alta montaña, con nevadas frecuentes e importantes inversiones térmicas, ya que su excelente situación, en pleno poljé de origen kárstico, lo sitúa entre las poblaciones del Ibérico con mínimas más bajas. Durante el temporal de nieve y frío que trajo la tormenta Filomena, el 12 de enero de 2021, se registró una mínima por aficionados en la estación meteorológica situada junto al río, de -21,8 °C, la más baja de la que se tiene constancia. La pluviometría anual ronda los 800 mm.
En su amplio valle rodeado de montañas de 1500 m de altura, se pueden observar multitud de aves, como la codorniz, la totovía, las alondras, gorrión chillón o el chotacabras pardo, que rompen el silencio primaveral con sus cantos.
Por su valle discurre el río de La Laguna, que nace en el Alto del mismo nombre, fronterizo con Zafrilla, y que abastece a la impresionante Laguna de origen kárstico. Tras abandonarla, se une al río Campillos y posteriormente al Tejadillos para desembocar en el río Mayor a la altura de Cañete, que al llegar a Boniches se convertirá en el Cabriel.

## Historia
Hacia mediados del siglo XIX, el lugar tenía contabilizada una población de 207 habitantes. La localidad aparece descrita en el décimo volumen del Diccionario geográfico-estadístico-histórico de España y sus posesiones de Ultramar de Pascual Madoz de la siguiente manera:

LAGUNA DEL MARQUESADO (la): l. con ayunt. en la prov. y dióc. de Cuenca (6 leg.), part. jud. de Cañete (2), aud. terr, de Albacete (22), c. g. de Castilla la Nueva (Madrid 30): sit. en una pradera circuida de montes en cuya cúspide hay una laguna de agua dulce: su clima es frio, ventilado por el viento de N. y muy propenso á catarros é inflamaciones. Consta de 45 casas inclusa la de ayunt., 3 de aquellas son bastante buenas, las restantes de mala construccion, estan distribuidas en 5 calles irregulares y desempedradas: la igl. parr. bajo la advocacion de San Bartolomé, es aneja de la de Huerta del Marquesado: la mencionada laguna surte de agua al vecindario. Confina el térm. por N. con Zafrilla; E. Tejadillos, S. Huerta del Marquesado, y O. Valdemeca: su estension es 5/4 leg. de N. á S. y 1/2 de E. á O. El terreno es de secano y de mala calidad; le cruza el arroyo que nace en la Laguna, se dirige por Huerta agregándose al de Ayunteros y se incorpora con el Cabriel; casi todo el térm. se halla cubierto de pino negral, romero y sabina, y plantas aromáticas: los caminos son locales y en mal estado: la correspondencia se recibe desde Cuenca una vez á la semana. prod.: trigo, centeno, patatas y hortalizas: se cria ganado lanar, cabrío y vacuno: caza de liebres, conejos, perdices, corzos y venados; y pesca de truchas. ind.: la agrícola y 2 molinos harineros. comercio: la venta de productos del pais y la importacion de algunos art. de consumo diario. pobl.: 52 vec. 207 alm. cap. prod.: 553,680 rs. imp.: 27,684: el presupuesto municipal asciende á 1,500 rs. y se cubre con el producto de un molino harinero y demas fincas de propios.
(Madoz, 1847, p. 37)

## Demografía
Laguna del Marquesado cuenta con una población de 59 habitantes (INE 2024).
| Gráfica de evolución demográfica de Laguna del Marquesado entre 1842 y 2021 |
| |
| Población de derecho según los censos de población del INE Población de hecho según los censos de población del INEEn este censo se denominaba La Laguna: 1842 En este censo se denominaba La Laguna del Marquesado: 1857 |

Como todos los pueblos de la zona, está sufriendo un importante proceso de despoblación progresiva.

## Patrimonio

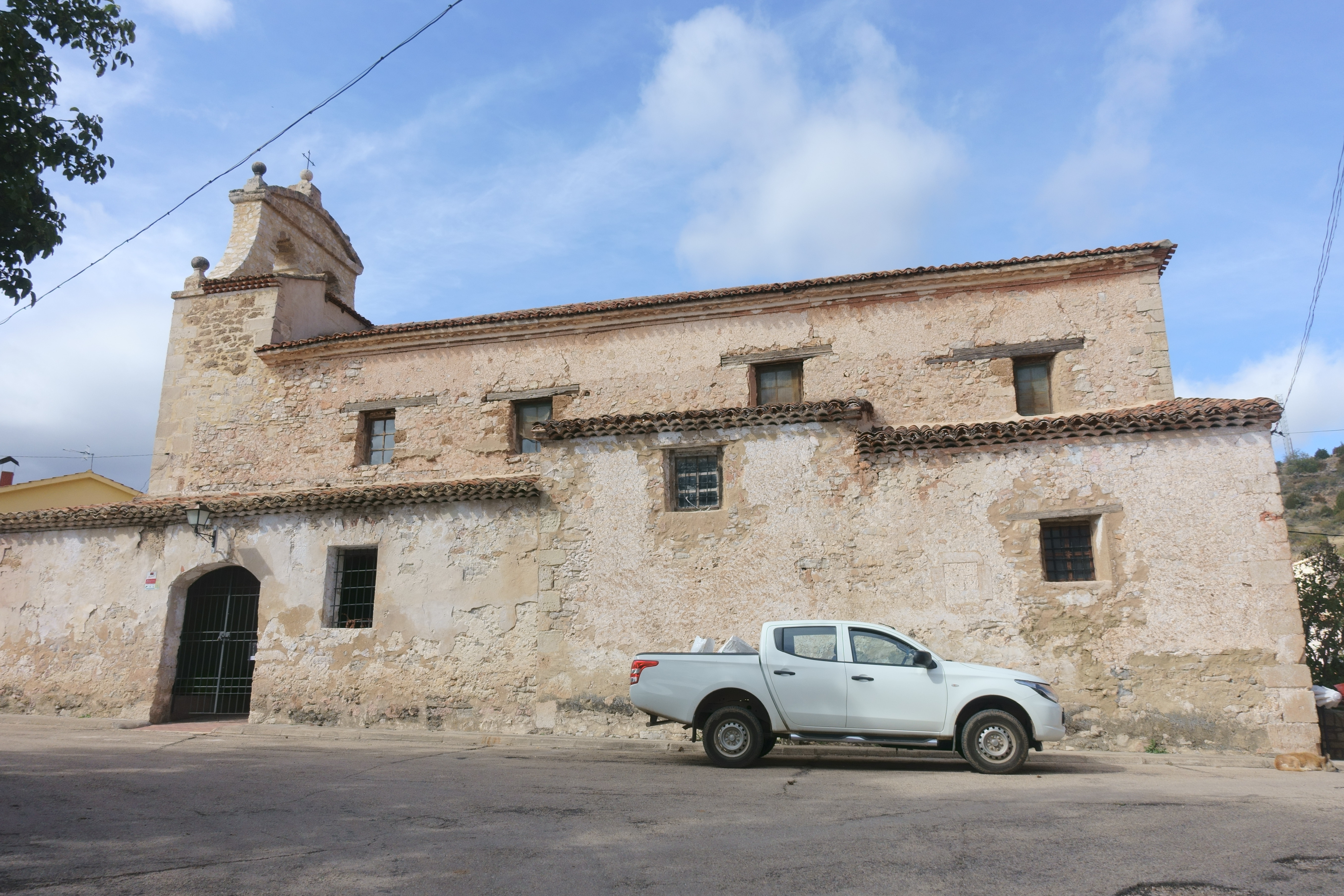
Iglesia de San Bartolomé Apóstol

En la localidad hay una iglesia parroquial bajo la advocación de San Bartolomé.

## Fiestas
Sus fiestas principales se celebran el 24 de agosto, en honor de san Bartolomé, y el 16 de agosto, en honor de san Roque. Ambos días por la tarde se celebra La Joya y Los cargos.
La Joya es una carrera popular, de gran popularidad entre los pueblos cercanos, en la que corredores compiten para llegar los primeros a la meta, al pie de la reguera y bandera en mano.  
Estas carreras adoptan el nombre  del premio que se concedía, llamado joya, independientemente de lo que se tratase. 
Antiguamente, el recorrido era más largo y los corredores lo hacían descalzos. 
Una vez concluida la Joya, a modo de procesión se llega a la plaza chica, allí se corren los cargos. Los cargos son una tradición popular de la zona, en la que se pasean el pincho, el bastón y la bandera. Representan los tres poderes: el militar (el pincho), el eclesiástico (el bastón) y el pueblo (la bandera). 
Los que portan los tres poderes, dan tres vueltas a la plaza, numerando cada vuelta (1,2,3). A la tercera vuelta ofrecen el cargo al pueblo, diciendo ¿Hay algún devoto para el año que viene para San Bartolomé (o San Roque, según el día que se esté celebrando)?.
Los que se ofrecen son subidos a hombros. Ellos son los responsables de custodiar el resto del año al cargo y de ofrecerlo al siguiente año. Destacar que deben añadir en el caso del pincho y el bastón una nueva cinta de color.
Baño en el pilón. Es tradición, especialmente si eres nuevo en el pueblo, ser bautizado en el pilón de la plaza.